# Carlia wundalthini
Carlia wundalthini — вид сцинкоподібних ящірок родини сцинкових (Scincidae). Ендемік Австралії. Описаний у 2014 році.

## Поширення і екологія
Carlia wundalthini є ендеміками гірського масиву на мисі Мелвілл, розташованого на північному заході Квінсленду. Вони живуть на вонячних галявинах у вологому тропічному лісі, серед опалого листя. Віддають перевагу більш вологим місцевостям на вершині гірського масиву.

## Збереження
МСОП класифікує цей вид як вразливий. Carlia wundalthini загрожують зміни клімату. Ареал цього виду знаходяться в межах Національного парку мису Мелвілл.